# Manāli (ort i Indien)
Manāli (engelska: Manali) är en ort i Indien.   Den ligger i distriktet Kulu och delstaten Himachal Pradesh, i den norra delen av landet, 400 km norr om huvudstaden New Delhi. Manāli ligger 2 108 meter över havet och antalet invånare är 8 341.
Terrängen runt Manāli är huvudsakligen mycket bergig. Manāli ligger nere i en dal som går i nord-sydlig riktning. Runt Manāli är det ganska tätbefolkat, med 58 invånare per kvadratkilometer. Manāli är det största samhället i trakten. Trakten runt Manāli består i huvudsak av gräsmarker.